# Jacek Ziemnicki
Jacek Ziemnicki (ur. 30 maja 1997) – polski siatkarz, grający na pozycji przyjmującego. Od sezonu 2018/2019 występuje w szwajcarskiej drużynie VBC Uni Bern.